# 盛金富士
盛金富士（もりがねふじ）は、茨城県常陸大宮市にある標高340.6 mの山。久慈川西方に位置し、南北に断続的に連なる八溝山地の4つの山塊（八溝山塊、鷲子山塊、鶏足山塊、筑波山塊）のうち鷲子山塊にあたる。

## 概要
盛金富士は、久慈川に掛かる舟生橋から望む姿が富士山に似ていることから、盛金の地名をとり盛金富士と呼ばれている。
山頂には富士神社の祠がある。

## 登山
JR水郡線下小川駅から登山口まで約400 mとアクセスがよい。
中腹の伐採地と山頂の間にはイワウチワの群落が広がり、花が咲く時期は多くの登山者で賑わう。山頂は狭いが、テーブルやベンチがあり、北東に位置する奥久慈男体山や眼下に流れる久慈川を眺めることができる。
なお、一部踏み跡程度の不明瞭な登山道や作業道などがあるので、登山の際には注意が必要である。

## ギャラリー

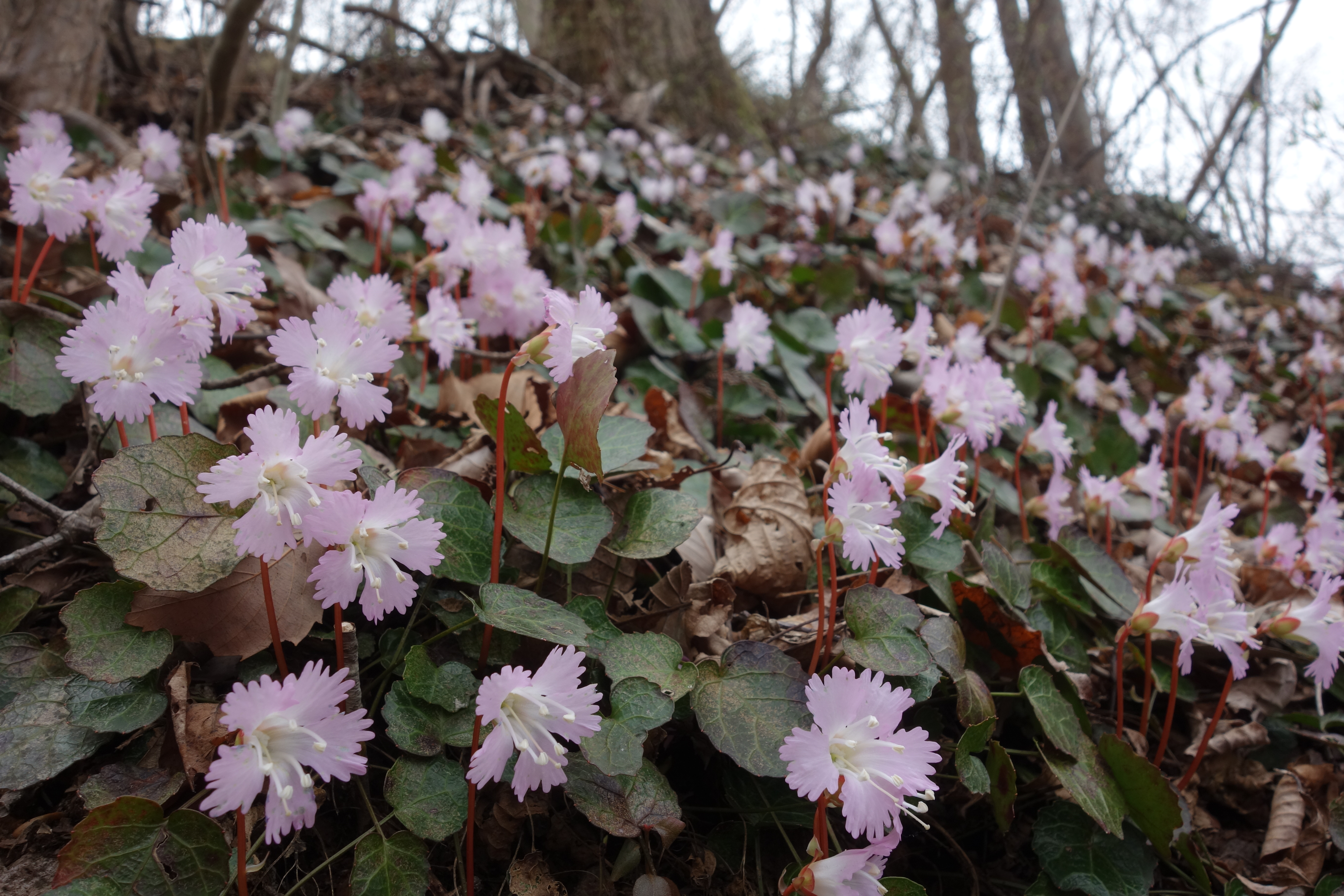
盛金富士のイワウチワ群落
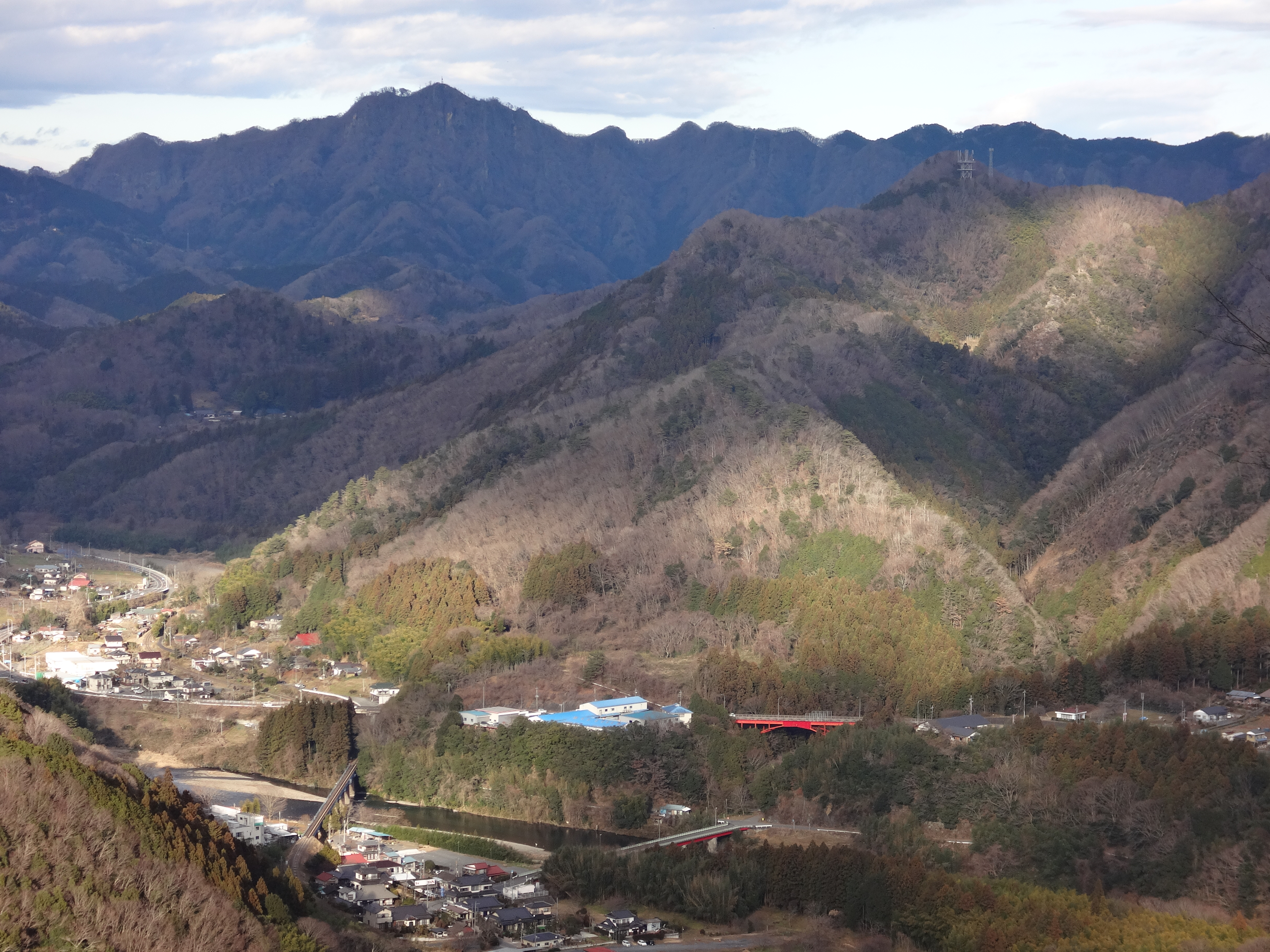
盛金富士からの奥久慈男体山
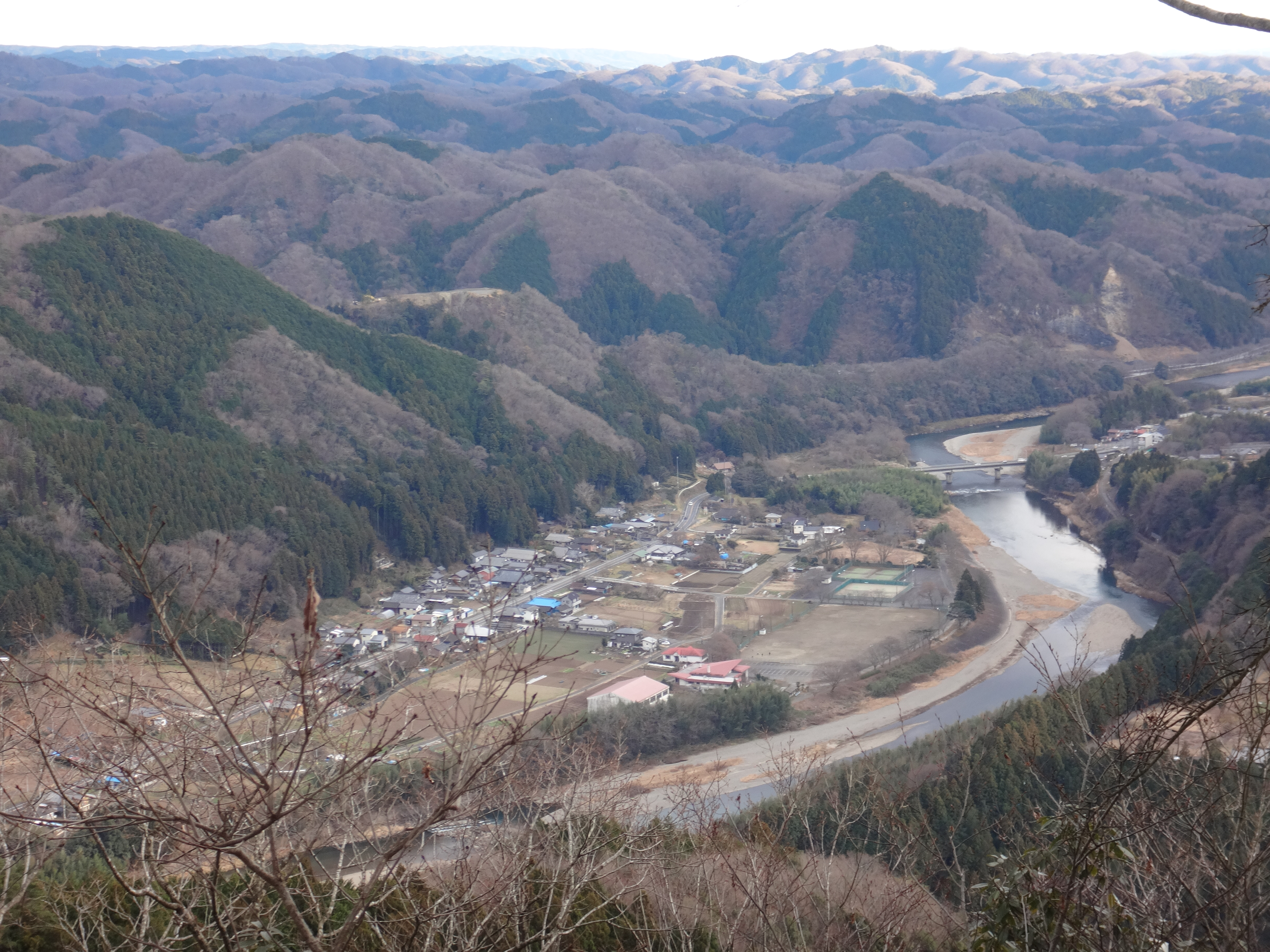
盛金富士からの久慈川
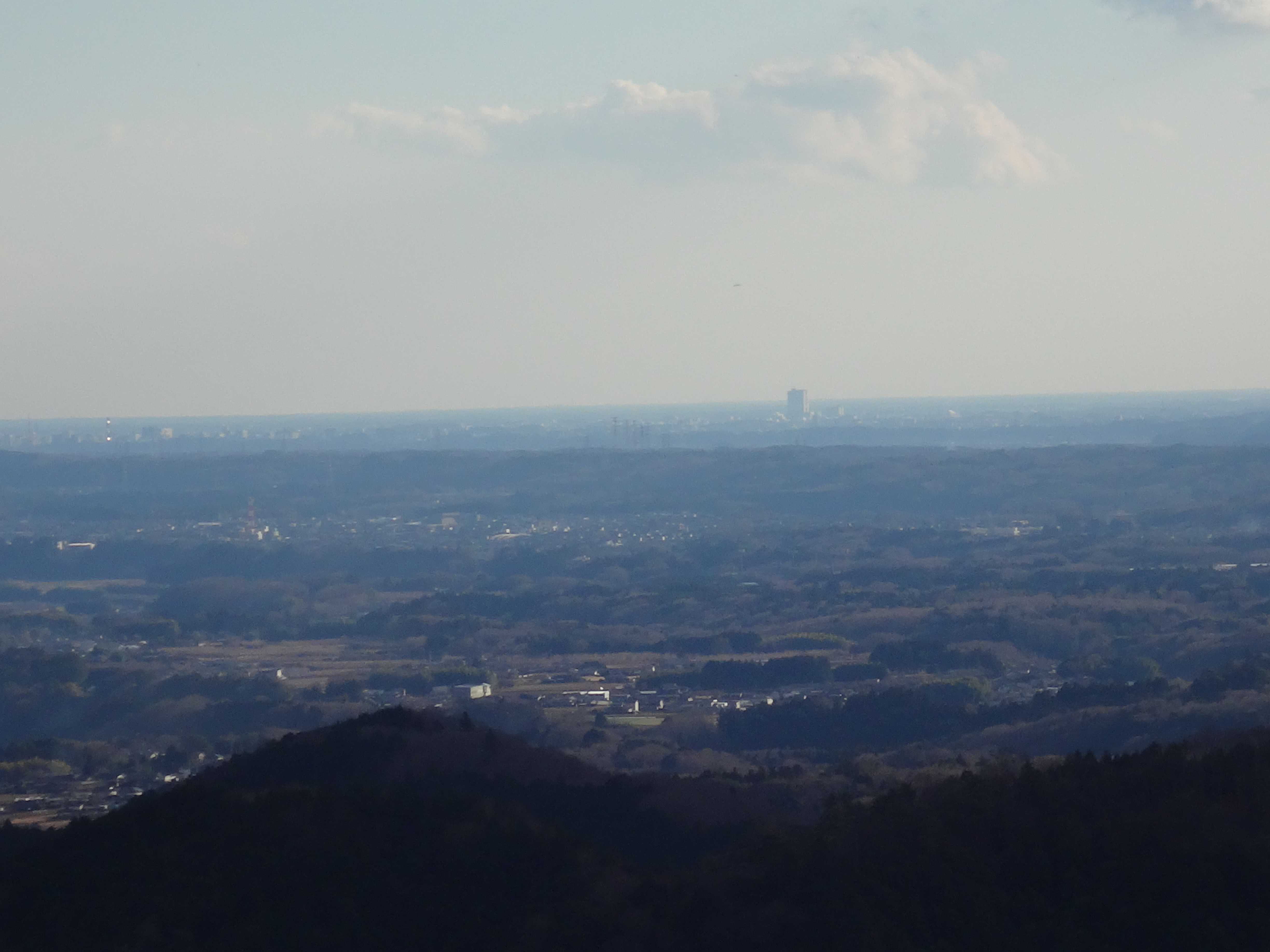
盛金富士からの茨城県庁
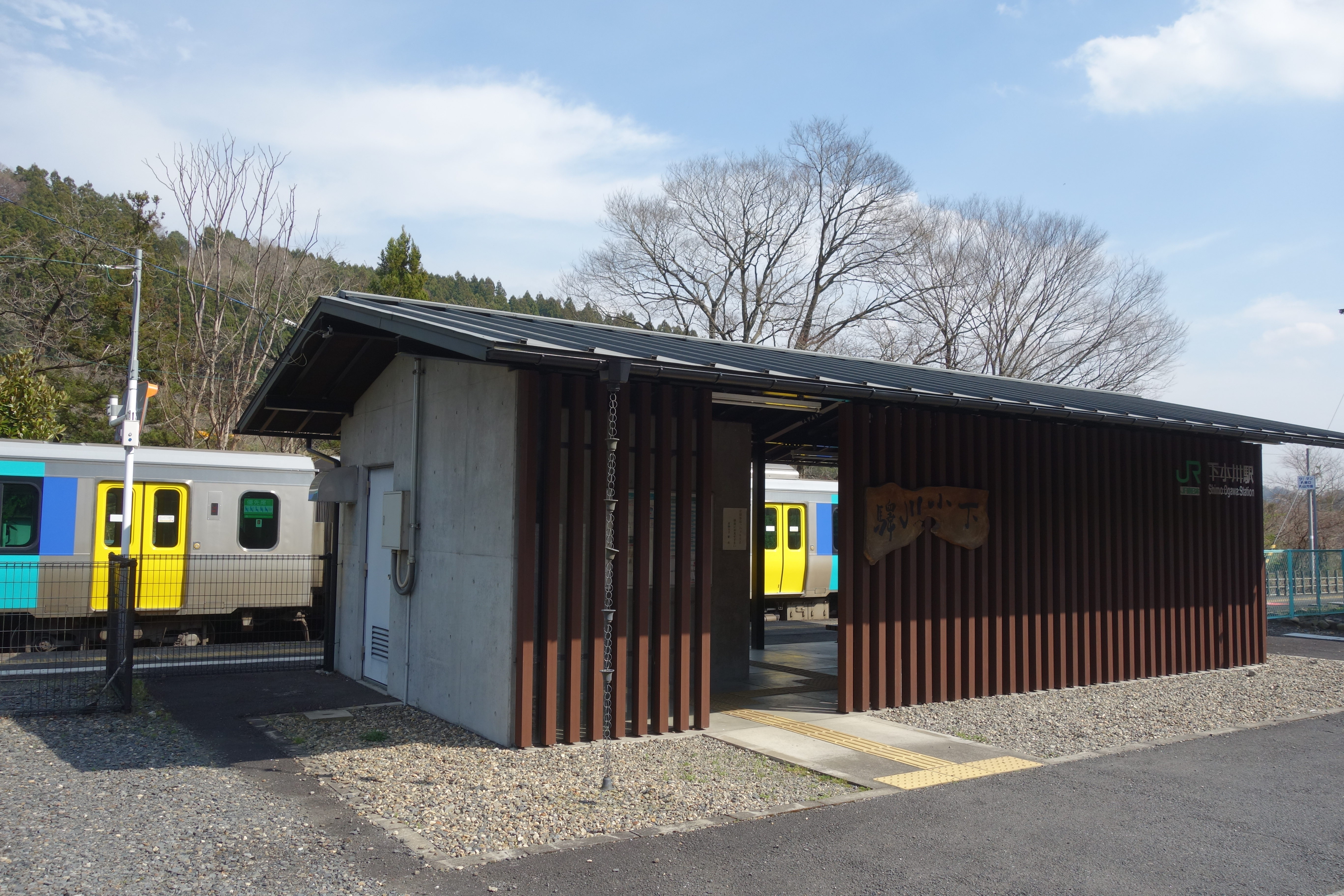
登山口となるJR水郡線下小川駅